# Magdalena Aebi
Magdalena Aebi (4 de febrer de 1898, Burgdoft - 12 de setembre de 1980, Oberburg) va ser una filòsofa suïssa coneguda per la seva crítica fonamental a Immanuel Kant.

## La vida
Magdalena Aebi va néixer el 4 de febrer de 1898 a Burgdoft, a la família de Hans Aebi i Marie A. Nubile. Després de cursar el batxillerat a Burgdorf, va estudiar filologia clàssica, història de l'art i arqueologia a Zúric i Munic, així com filosofia amb Ernst Cassirer a Hamburg. El 1943 es va doctorar amb una tesi crítica sobre Immanuel Kant que intentava refutar els arguments kantians fonamentals relacionats amb la lògica transcendental. El 1947, sobre la base de la seva tesi, Aebi va publicar el llibre Kants Begründung der "Deutschen Philosophie", amb una crítica detallada dels fonaments lògics de la Crítica de la raó pura d'Immanuel Kant', en particular de la seva lògica transcendental.
Aebi va mantenir correspondència amb el filòsof holandès Evert Willem Beth, que va revelar les seves intencions bàsiques com a pensador a les seves cartes a Aebi. Va viure en un hotel a Zúric, Friburg i finalment a Oberburg. Va morir a Oberburg el 12 de setembre de 1980.

## Crítica d'Immanuel Kant
En el seu llibre Kants Begründung der "Deutschen Philosophie". Kants transzendentale Logik, Kritik ihrer Begründung Aebi critica fonamentalment la deducció transcendental de Kant dels conceptes purs d'enteniment a La crítica de la raó pura. Aebi intenta demostrar que tot el text de Kant és poc clar, incoherent i contradictori. Ella va constituir quaternio terminorum -la fal·làcia dels quatre termes- com el principal error que apareix en dos significats diferents de l'apercepció transcendental al terme mitjà del sil·logisme.
Segons la filosofia d'Aebi, Kant proclama "un immens poder de l'ego" i aquesta idea ha determinat els seus successors. Per tant, la filosofia alemanya des de Kant ha estat subjectivista amb el seu principi bàsic del “jo” com a subjecte.

## Publicacions
- 1945 - Beiträge zur Kritik der transzendentalen Logik Kants.[7]
- 1947 - Kants Begründung der "Deutschen Philosophie". Kants transzendentale Logik, Kritik ihrer Begründung.[8]
- 1948 - Kant fondateur de la philosophie subjectiviste allemande.[9]
- 1953 - Système naturel des sciences d'après l'architectonique de l'être et de sa cognoscibilité: Topologie générale des problèmes.[10]
- 1953-1954 - Crítica de la construction marxiste et hégélienne de l'histoire.[11]
- 1954 - L'home et l'histoire.[12]
- 1955 - Der Mensch in der Einheit des Seins.[13]
- 1956 - Italienreise Mai/juny 1955.[14]
- 1956 - Integració von Spezialwissenschaften und Philosophie zu einer Ganzheit (natuerl. System d. Wiss.).[15]
- 1957 - Integració von Spezialwissenschaften und Philosophie zu einer Ganzheit: natuerliches System der Wissenschaften.[16]
- 1958 - Mensch und Natur: methodologische Betrachtungen zum Thema.[17]
- 1960 - Die Stellung von Gonseths "delinqüent Philosophie" im Ganzen der Philosophie Perennis.[18]
- 1963 - Versunkene Paradiese oder Die Kunst der Gärten.[19]
- 1967 - Aus Italien.[20]
- 1973 - Die Struktur der Dialektik.[21]